# Iraklis FC
Iraklis FC (Grieks: ΠΑΕ Ηρακλής) is een voetbalclub uit Saloniki, Griekenland. Iraklis is opgericht in 1908. Zijn thuiswedstrijden speelt Iraklis af in het Kaftatzoglio. Huidig voorzitter van de club is Gerogios Spanoudakis en de clubkleuren zijn donkerblauw en wit.

## Geschiedenis
Voor 1959 was er geen nationale competitie en speelde Iraklis in de competitie van Macedonië en Thracië. Ze werden vijf keer kampioen en hadden toen al minder succes dan PAOK en Aris. Vanaf 1959 speelde de club dan in de nationale competitie. In 1980 moest de club gedwongen degraderen vanwege een omkoopschandaal. De club ging hiertegen in beroep en werd onschuldig bevonden maar het was al te laat voor de competitie, ze keerden het seizoen erop terug en speelde nu tot 2011 in de hoogste klasse toen ze, opnieuw door een omkoopschandaal, degradeerden. Ze werden teruggezet naar de Delta Ethniki, het vierde niveau. In 2015 keerde de club terug op het hoogste niveau, maar degradeerde, vanwege financiële problemen, na twee seizoenen.
De club maakte in 2017/18 een doorstart in de Gamma Ethniki en promoveerde meteen naar de Beta Ethniki. Vanwege hernieuwde financiële problemen ging de club in 2019 failliet en kon er voor het seizoen 2019/20 geen team in schrijven voor de competitie.
Geconfronteerd met deze situatie werd door de volleybalafdeling van Iraklis een nieuwe voetbalafdeling gestart onder de naam Iraklis 2015. Deze opvolgerclub startte in de Macedonia Football Clubs Association Gamma Amateur Championship, het vierde niveau in het Griekse voetbal. Iraklis werd meteen kampioen en speelt in 2020/21 in de Football League.

## Erelijst
- Griekse beker

1976

## Eindstanden
| 9 |

| 8 |

| 8 |

| 6 |

| 12 |

| 11 |

| 12 |

| 9 |

| 13 |

| 11 |

| 6 |

| 4 |

| 9 |

| 8 |

| 7 |

| 8 |

| 8 |

| 13 |

| 9 |

| 6 |

| 8 |

| 1 |

| 6 |

| 8 |

| 3 |

| 5 |

| 4 |

| 6 |

| 6 |

| 4 |

| 5 |

| 5 |

| 9 |

| 6 |

| 6 |

| 6 |

| 4 |

| 13 |

| 6 |

| 9 |

| 6 |

| 5 |

| 6 |

| 7 |

| 8 |

| 7 |

| 4 |

| 13 |

| 10 |

| 10 |

| 10 |

| 16 |

| 5 |

| 5 |

| 7 |

| 2 |

| 12 |

| 15 |

| 1 |

| 11 |

| 1 |

| 3 |

| 7 |

| 5 |

| 7 |

| 2 |

| Super League Alpha Ethniki | Super League 2 Beta Ethniki | Gamma Ethniki | Delta Ethniki |

Tot 2006 stond de hoogste divisie bekend als Alpha Ethniki. Het 2e niveau staat sinds 2010 bekend als Football League en sinds 2019 als Super League 2.  Het 3e niveau kende  van 2019-2021  de naam Football League.

## Bekende (oud-)spelers
- Frank Amankwah
- Kennedy Bakırcıoğlu
- Remco Boere
- Nicolae Dică
- Denis Epstein
- Panagiotis Lagos
- Marko Pantelić
- Urko Pardo
- Jimmy Smet
- Karim Soltani
- Sharbel Touma
- Apostolos Vellios
- Regilio Vrede

## In Europa
Iraklis FC speelt sinds 1961 in diverse Europese competities. Hieronder staan de competities en in welke seizoenen de club deelnam:
- UEFA Cup (6x)

1989/90, 1990/91, 1996/97, 2000/01, 2002/03, 2006/07
- Europacup II (1x)

1976/77
- Intertoto Cup (3x)

1995, 1997, 1998
- Jaarbeursstedenbeker (2x)

1961/62, 1963/64